# نادي السكة الحديد والمرفأ
نادي السكة الحديد والمرفأ (بالإنجليزية: .D.P.H.B)‏ هو نادي كرة قدم لبناني سابق، من منطقة فرن الشباك في جبل لبنان. سمّي النادي نسبة إلى خطوط السكك الحديدية في لبنان، وشارك في عدة رياضات من كرة القدم، كرة السلة، كرة الطائرة، كرة الطاولة. كان أحد مؤسسي الإتحاد اللبناني لكرة القدم وشارك في النسخة الأولى من الدوري الممتاز، حيث وصل إلى النهائي وخسره أمام النهضة. توّج النادي لاحقًا باللقب ثلاث مرات، في 1936، 1939 و1941.
لعب الفريق في المباراة الإفتتاحية لملعب بيروت البلدي. في 1940، لعب المنتخب اللبناني مباراته الدولية الأولى، ضد منتخب فلسطين الإنتدابية، وشارك في المباراة خمس لاعبين من السكة: يغيشه داريان، انطوان صقر، انور بربير، نيرسيس وكميل قرداحي.

## الإنجازات

### المحليّة
- الدوري اللبناني الممتاز
  - البطل (3): 1935–36، 1938–39، 1940–41
- كأس لبنان
  - الوصيف (1): 1939–40